# Ardisia scortechinii
Ardisia scortechinii är en viveväxtart som beskrevs av George King och Gamble. Ardisia scortechinii ingår i släktet Ardisia och familjen viveväxter. Utöver nominatformen finns också underarten A. s. trengganuensis.